# 呉羽ハイツ
呉羽ハイツ（くれははいつ）は、富山県富山市吉作4103-1に所在する宿泊施設である。正式名称は『一般財団法人富山勤労総合福祉センター』。

## 概要
建物は鉄筋コンクリート造5階建、延床面積10,173m2。客室数は37室。大宴会場、結婚式場、テニスコートも備えられている。
富山湾や富山平野を一望できる『パノラマ大浴場』は男女とも160m2、露天風呂の広さ60m2。無色透明の湯は「貴族の湯」と言われるトロン温泉で、身体の芯から温まり疲れた身体を回復させる効果があるほか、神経痛、腰痛、肩こり、うちみ、くじき、痔疾、冷え性、水虫、しもやけ、疲労回復に効能がある。

## 沿革
- 1971年
  - 3月 - 着工[4]
  - 10月 - 建築[2]。
  - 12月9日 - 愛称が応募総数1,198通の中から『呉羽ハイツ』と決まる[5]。
- 1972年4月28日 - 開業。総工費は9億円[4]。
- 2024年
  - 1月1日 - 同日に発生した能登半島地震により敷地内の斜面が大規模（幅約30m、長さ約160m）に崩落。さらに浄化槽も損壊して下水機能が喪失し、宿泊、宴会部門とも1月2日以降休止状態となる。同年5月以降復旧作業を行う[6]（この時点では同年9月に営業を再開する予定としていた[7]）。
  - 5月10日 - 排水管を一時的に公共下水道に繋いだ上で、営業再開（多目的ホールは引き続き利用不可）[8]。

## アクセス
- 富山駅から送迎車またはタクシーで約20分[2]。
- E8北陸自動車道富山西インターチェンジから約15分。富山インターチェンジから約30分[2]。

乗用車120台分駐車可能な駐車場あり。